# Lac Quénonisca
Lac Quénonisca är en sjö i Kanada.   Den ligger i regionen Nord-du-Québec och provinsen Québec, i den östra delen av landet, 600 km norr om huvudstaden Ottawa. Lac Quénonisca ligger 257 meter över havet. Arean är 52 kvadratkilometer. Den sträcker sig 26,3 kilometer i nord-sydlig riktning, och 24,3 kilometer i öst-västlig riktning.
Trakten runt Lac Quénonisca är nära nog obefolkad, med mindre än två invånare per kvadratkilometer.